# 蕭恭
衡山僖侯蕭恭（約498年—約549年），字敬範，南蘭陵郡蘭陵縣人，南朝梁南平元襄王蕭偉之第二子，南平靖節王蕭恪之弟。

## 生平
天監八年（509年），蕭恭以王子例封衡山縣開國侯，食邑五百戶。後以父功增邑至千户。蕭恭起家為給事中，遷任太子洗馬。後出京擔任督齊安等十一郡事、寧遠將軍、西陽武昌二郡太守。後入朝，歷任祕書丞、中書郎、監丹楊尹。後出京行徐南徐州事。
蕭恭在南徐州時，衡州人朱朗因刺史武會超子姪縱暴而聚眾叛亂，梁武帝遂授蕭恭衡州刺史。蕭恭到達衡州後，對朱朗示以恩信，接受其請降，並收捕始興內史張寶生與武會超弟子武子仁斬於軍門。有司上奏梁武帝稱蕭恭寬縱罪人、專戮二千石，武帝下詔宥之。蕭恭後以母憂去職，不久即起任雲麾將軍、湘州刺史。
大同年間，蕭恭遷任持節、仁威將軍、寧蠻校尉、雍州刺史，在州政績有聲，百姓為其立政德碑。蕭恭後因多取官米還贍私宅、典籤陳保印侵剋百姓被荊州刺史、廬陵王蕭續告發，遂被徵還，免官削爵，多年不敘用。
太清二年（548年），侯景之亂爆發。蕭恭後卒於城中，時年五十二歲，皇帝下詔恢復其封爵。梁元帝後追贈蕭恭侍中、左衛將軍，追諡僖侯。

## 家庭
子：蕭靜，衡山世子

## 延伸阅读
[在维基数据编辑]
 《梁書·卷22》，出自姚思廉《梁書》
 《南史·卷52》，出自李延壽《南史》